# Corbin Bleu
Corbin Bleu Reivers (21. veljače 1989.), poznatiji kao Corbin Bleu, je američki glumac, model, plesač i pjevač. 

## Filmska i glazbena karijera
Najpoznatiji po svojim ulogama u filmu High School Musical i seriji Discovery Kids televizijske Flight 29 Down. U pjevačkoj solo karijeri objavio je svoj prvi album, u svibnju 2007. je debitirao na broj trideset šest na US Billboard 200, prodajući 18.000 primjeraka u prvom tjednu. Bleu je izdao svoj drugi album Speed of Light u ožujku 2009. godine u SAD-u .

## Vanjske poveznice
|  | Zajednički poslužitelj ima stranicu o temi Corbin Bleu    |
|  | Zajednički poslužitelj ima još gradiva o temi Corbin Bleu |